# بالاغانسك (إركوتسك)
بالاغانسك (بالروسية: Балаганск) هي مدينة في مقاطعة إركوتسك أوبلاست في روسيا.
يبلغ عدد سكانها حوالي 4231 نسمة.

## المناخ
يظهر الجدول التالي التغييرات المناخية على مدار السنة لبالاغانسك:
| البيانات المناخية لـبالاغانسك     | البيانات المناخية لـبالاغانسك | البيانات المناخية لـبالاغانسك | البيانات المناخية لـبالاغانسك | البيانات المناخية لـبالاغانسك | البيانات المناخية لـبالاغانسك | البيانات المناخية لـبالاغانسك | البيانات المناخية لـبالاغانسك | البيانات المناخية لـبالاغانسك | البيانات المناخية لـبالاغانسك | البيانات المناخية لـبالاغانسك | البيانات المناخية لـبالاغانسك | البيانات المناخية لـبالاغانسك | البيانات المناخية لـبالاغانسك |
| الشهر                             | يناير                         | فبراير                        | مارس                          | أبريل                         | مايو                          | يونيو                         | يوليو                         | أغسطس                         | سبتمبر                        | أكتوبر                        | نوفمبر                        | ديسمبر                        | المعدل السنوي                 |
| --------------------------------- | ----------------------------- | ----------------------------- | ----------------------------- | ----------------------------- | ----------------------------- | ----------------------------- | ----------------------------- | ----------------------------- | ----------------------------- | ----------------------------- | ----------------------------- | ----------------------------- | ----------------------------- |
| الدرجة القصوى °م (°ف)             | 0.1 (32.2)                    | 4.8 (40.6)                    | 13.6 (56.5)                   | 23.9 (75.0)                   | 30.7 (87.3)                   | 36.0 (96.8)                   | 36.2 (97.2)                   | 33.8 (92.8)                   | 28.9 (84.0)                   | 20.0 (68.0)                   | 10.6 (51.1)                   | 3.4 (38.1)                    | 36.2 (97.2)                   |
| متوسط درجة الحرارة الكبرى °م (°ف) | −19.9 (−3.8)                  | −16.2 (2.8)                   | −5.4 (22.3)                   | 6.9 (44.4)                    | 16.4 (61.5)                   | 23.1 (73.6)                   | 25.2 (77.4)                   | 22.1 (71.8)                   | 14.9 (58.8)                   | 5.9 (42.6)                    | −6.5 (20.3)                   | −16.3 (2.7)                   | 4.3 (39.7)                    |
| المتوسط اليومي °م (°ف)            | −24.9 (−12.8)                 | −22.3 (−8.1)                  | −12.5 (9.5)                   | 0.2 (32.4)                    | 8.5 (47.3)                    | 15.7 (60.3)                   | 18.5 (65.3)                   | 15.6 (60.1)                   | 8.4 (47.1)                    | 0.4 (32.7)                    | −11.1 (12.0)                  | −21.0 (−5.8)                  | −1.9 (28.6)                   |
| متوسط درجة الحرارة الصغرى °م (°ف) | −29.4 (−20.9)                 | −27.5 (−17.5)                 | −18.5 (−1.3)                  | −5.2 (22.6)                   | 1.8 (35.2)                    | 9.1 (48.4)                    | 12.7 (54.9)                   | 10.2 (50.4)                   | 3.4 (38.1)                    | −3.9 (25.0)                   | −15.4 (4.3)                   | −25.5 (−13.9)                 | −7.2 (19.0)                   |
| أدنى درجة حرارة °م (°ف)           | −47 (−53)                     | −45.5 (−49.9)                 | −42.8 (−45.0)                 | −33.4 (−28.1)                 | −10.6 (12.9)                  | −3.9 (25.0)                   | 0.0 (32.0)                    | 0.0 (32.0)                    | −8.9 (16.0)                   | −24 (−11)                     | −36.1 (−33.0)                 | −48.9 (−56.0)                 | −48.9 (−56.0)                 |
| الهطول مم (إنش)                   | 27.0 (1.06)                   | 28.4 (1.12)                   | 32.6 (1.28)                   | 22.6 (0.89)                   | 37.8 (1.49)                   | 45.4 (1.79)                   | 72.7 (2.86)                   | 62.2 (2.45)                   | 38.5 (1.52)                   | 21.3 (0.84)                   | 17.4 (0.69)                   | 23.0 (0.91)                   | 428.9 (16.89)                 |
| متوسط أيام هطول الأمطار           | 16.3                          | 11.9                          | 8.9                           | 8.6                           | 9.6                           | 10.8                          | 9.0                           | 10.9                          | 11.9                          | 12.8                          | 17.1                          | 19.0                          | 146.8                         |
| متوسط الرطوبة النسبية (%)         | 81.2                          | 79.9                          | 74.4                          | 64.2                          | 60.1                          | 69.5                          | 75.8                          | 78.3                          | 77.1                          | 74.4                          | 80.0                          | 83.7                          | 74.9                          |
| ساعات سطوع الشمس الشهرية          | 102.3                         | 134.4                         | 220.1                         | 255.0                         | 272.8                         | 273.0                         | 251.1                         | 241.8                         | 189.0                         | 136.4                         | 93.0                          | 74.4                          | 2٬243٫3                       |
| المصدر: Climatebase.ru            |                               |                               |                               |                               |                               |                               |                               |                               |                               |                               |                               |                               |                               |